# Silkeborg
Silkeborg è una città danese situata nella regione dello Jutland Centrale. Il 1º gennaio 2024 contava una popolazione di 51 805 abitanti. La città è il capoluogo dell'omonimo comune.

## Geografia
Silkeborg si trova sulla linea ferroviaria che collega Herning e Skanderborg, circa 40 km a ovest di Aarhus e circa 35 km a sud di Viborg.
Situata nel centro della penisola dello Jutland e leggermente ad ovest del centro geografico della Danimarca in una regione ricca di laghi chiamata Søhøjlandet. Il centro abitato si affaccia sulle rive del Silkeborg Langsø, un basso lago attraversato dal fiume Gudenå, il fiume più lungo della Danimarca.

## Monumenti e luoghi d'interesse
All'interno dello Hovedgården che risale al 1767 ed è uno degli edifici più antichi della città si trova il Museum Silkeborg, nella collezione archeologica è ospitato l'Uomo di Tollund, una mummia di palude ritrovata in una torbiera nei pressi della città. 
Nei pressi degli antichi edifici delle terme (Silkeborg Bad) si trova un museo dedicato ai bunker della seconda guerra mondiale.
Il museum Jorn è dedicato al pittore e ceramista Asger Jorn (1914-1973). 

## Economia
A Silkeborg si trova la sede della Jyske Bank, la terza banca principale della Danimarca.
Dalla metà del XIX secolo al 2000 l'azienda principale della città era la cartiera, nei suoi edifici si trova ora un museo.

## Sport

### Calcio
I due sport più praticati a Silkeborg sono il calcio e la pallamano.
La squadra di calcio professionistica della città, il Silkeborg IF, milita in Superligaen, il massimo livello del campionato danese di calcio. Ha vinto una Superligaen nella stagione 1993-1994, una Coppa di Danimarca nel 2001 ed una Coppa Intertoto nel 1996. Gioca le partite casalinghe al Silkeborg Stadion, conosciuto anche come Mascot Park, in quanto la Mascot, compagnia produttrice di capi d'abbigliamento lavorativi, ha acquistato i diritti per il nome dello stadio. Lo stadio è situato vicino al centro cittadino e conta circa 10.000 posti a sedere.